# Andrena banksi
Andrena banksi är en biart som beskrevs av Malloch 1917. Andrena banksi ingår i släktet sandbin, och familjen grävbin. Inga underarter finns listade i Catalogue of Life.

## Bildgalleri

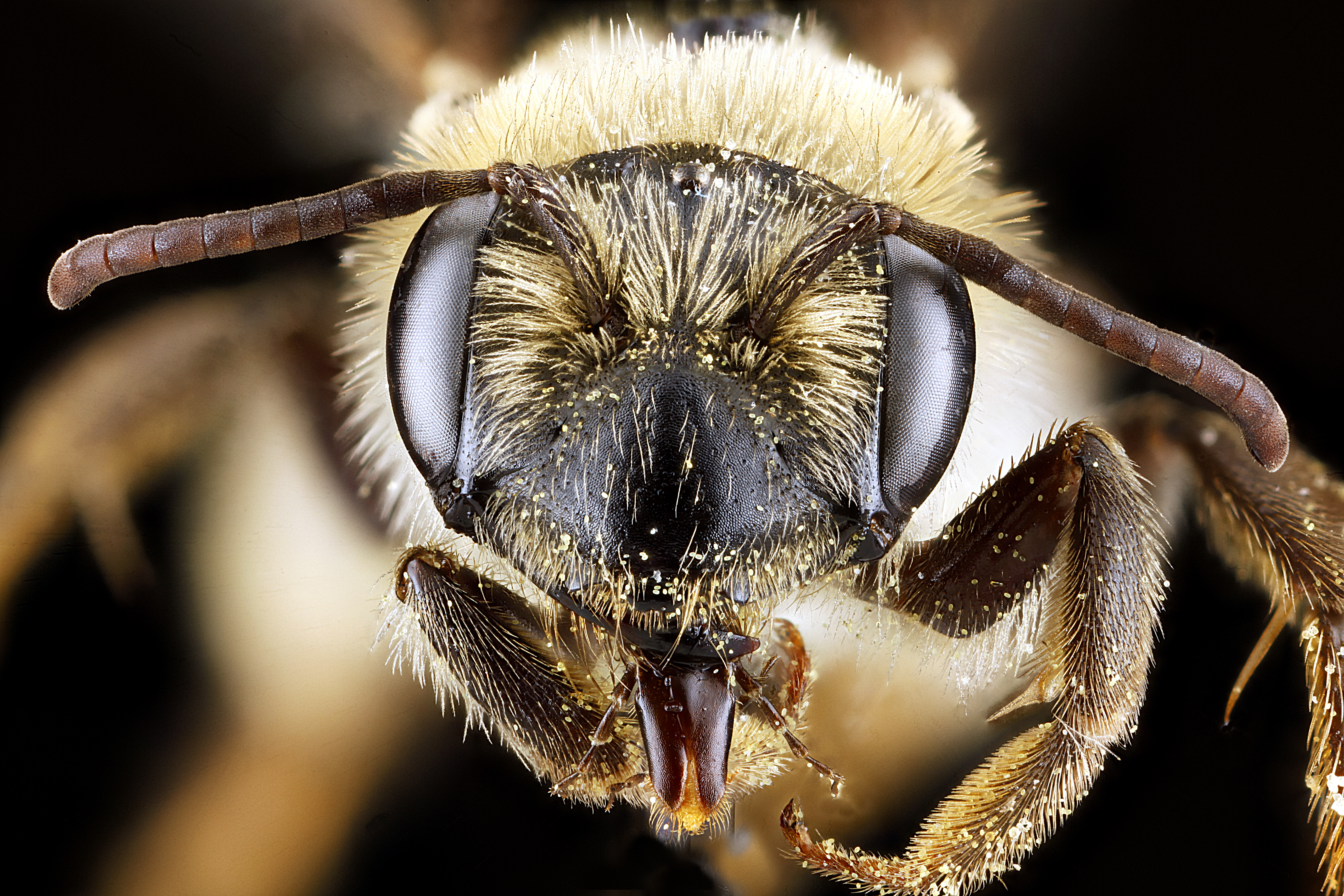
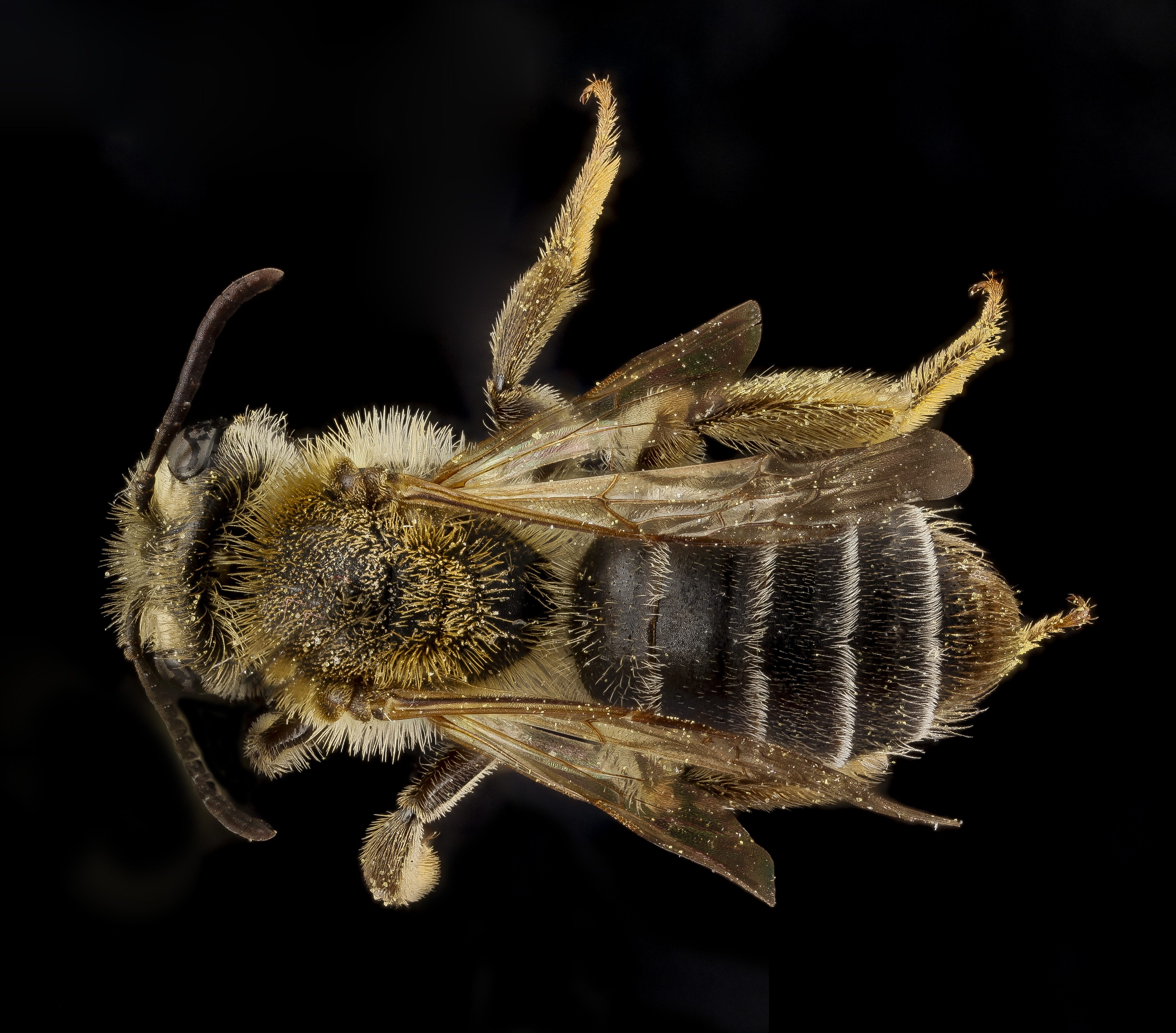
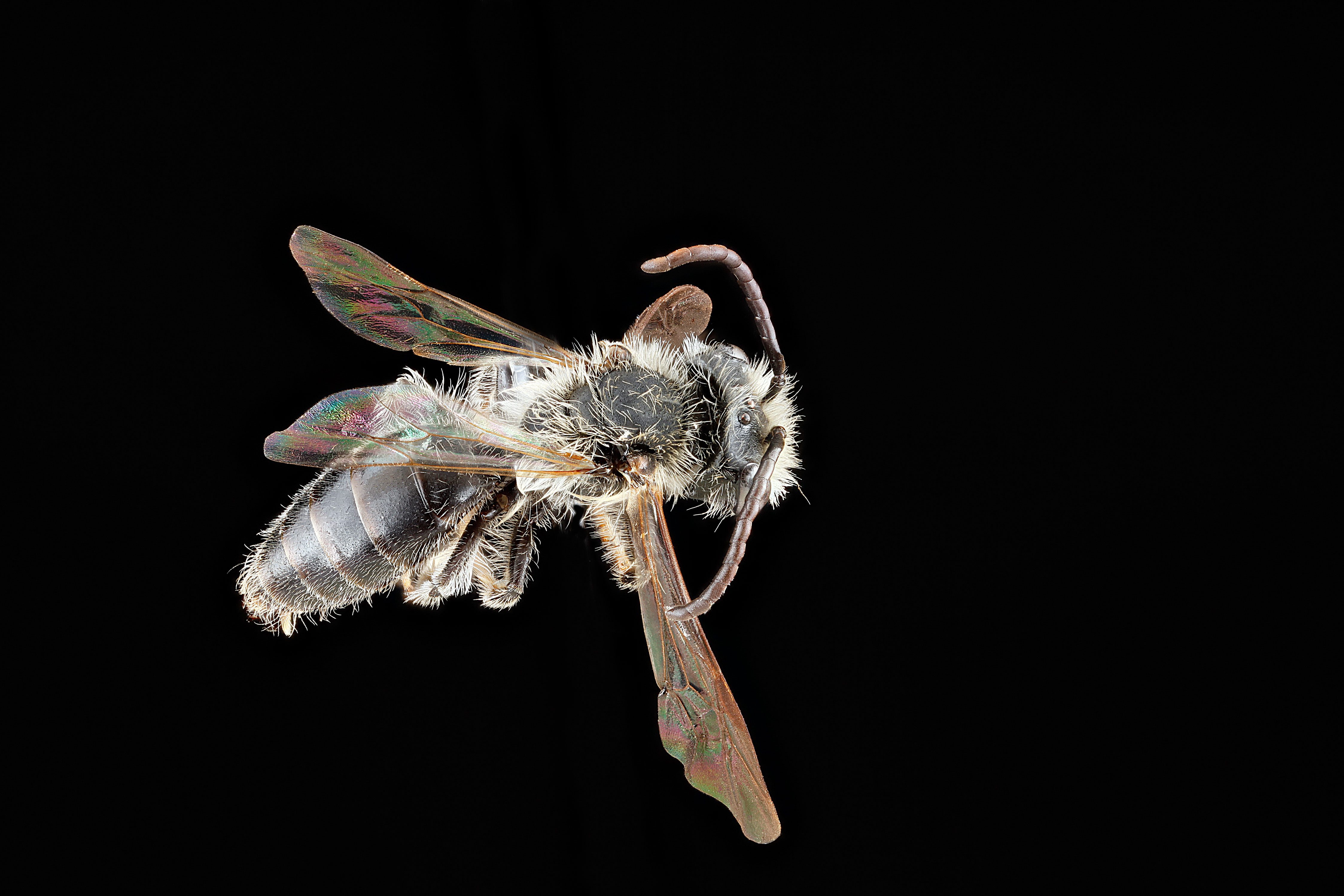
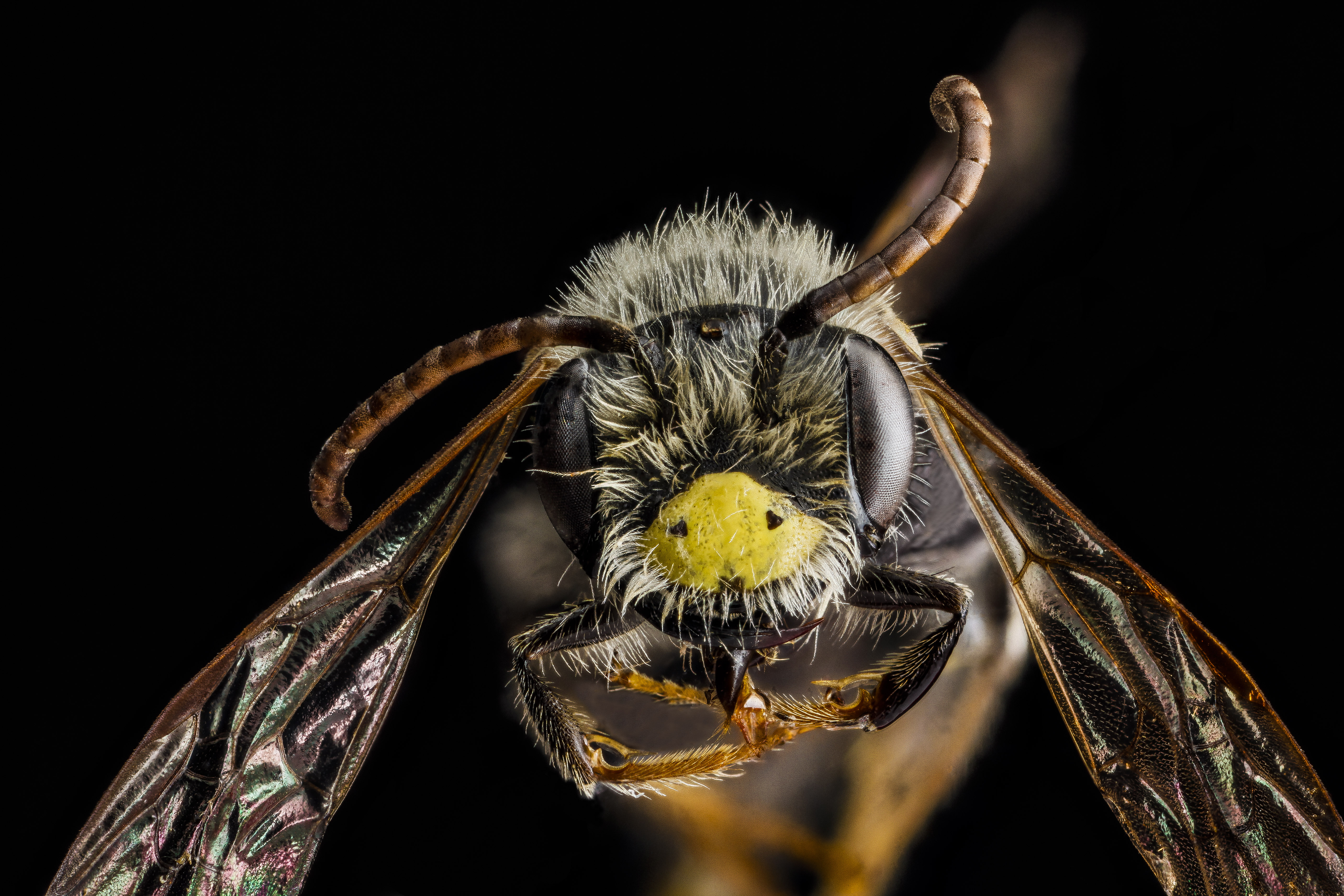
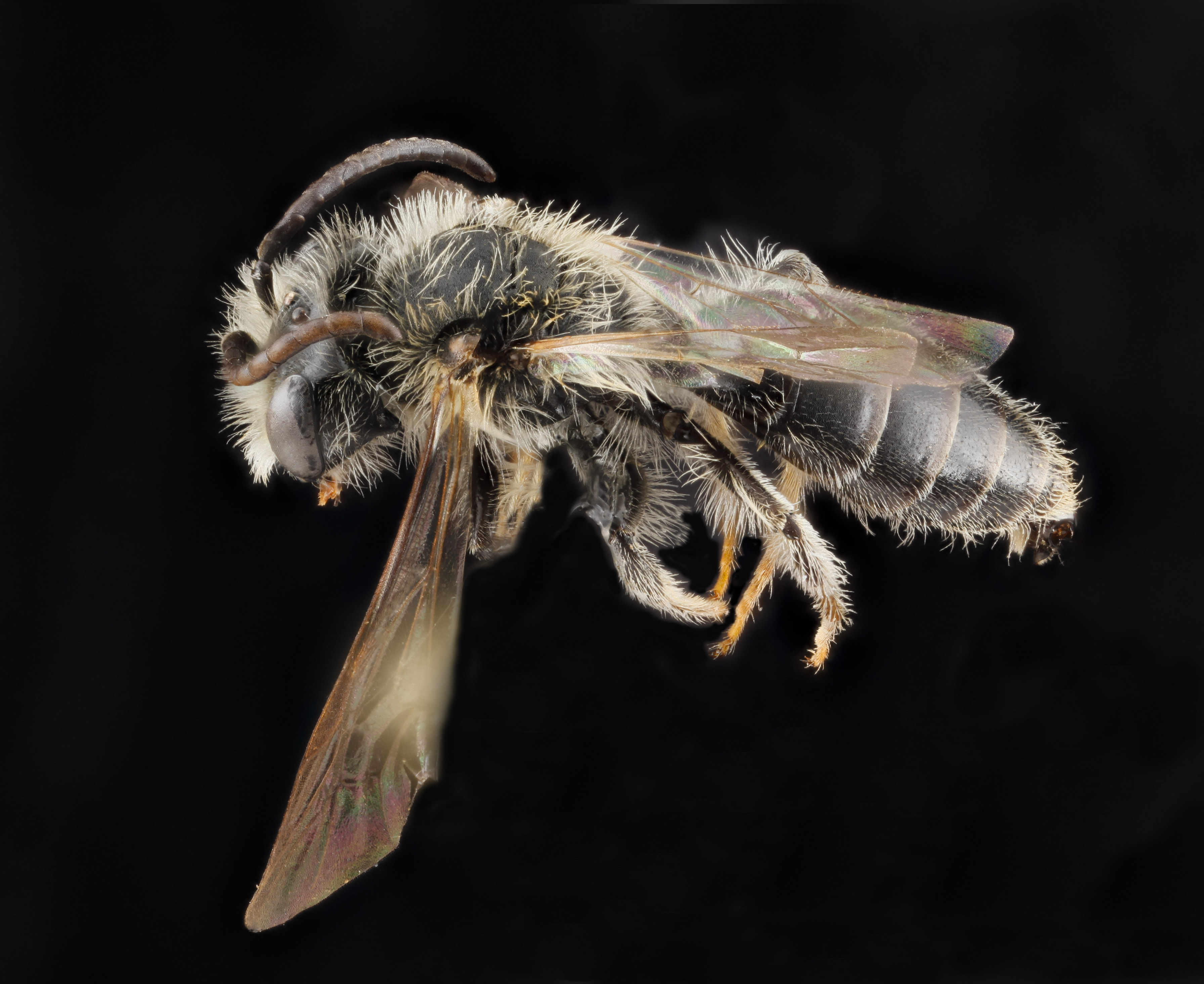